# Ciniflella lutea
Ciniflella lutea là một loài nhện trong họ Zoropsidae. Chúng thuộc chi đơn loài Ciniflella, được Cândido Firmino de Mello-Leitão miêu tả năm 1921.